# ピアノ協奏曲第1番 (ルビンシテイン)
ピアノ協奏曲第1番 ホ短調 Op.25は、ロシアの作曲家、アントン・ルビンシテインによって書かれたピアノ協奏曲。

## 概要
1850年に作曲され、1858年に出版されたこのピアノ協奏曲はルビンシテインの5曲のピアノ協奏曲のうち、最も伝統的なスタイルで書かれている。他の協奏曲同様、オクターヴや分厚い和音などの技巧が凝らされている。
ルビンシテインは、この曲を書く前に3回ピアノ協奏曲の作曲を試みている。1番目と2番目の曲は1849年に書かれたが、現在では共に失われている。3番目の曲も同年に書かれたが、八重奏曲ニ短調op.9に転用された。そして、4番目となるこの曲にいたって初めてピアノ協奏曲を完成させたのである。
なお、この曲はルビンシテインのピアノ教師であったAlexander Villoingに捧げられている。

## 楽器編成
フルート2、オーボエ2、クラリネット2、ファゴット2、ホルン2、トランペット2、ティンパニ、弦楽五部。

## 曲の構成
3つの楽章からなる。作曲者自身による二台ピアノ編曲版とスコアとでは第1・第3楽章の速度記号に差異がある（以下、自編版とスコアの速度記号を示す）。
第1楽章 Allergo con moto/Moderato
4分の4拍子、ホ短調、ソナタ形式。
第2楽章 Andante con moto
4分の3拍子、ハ長調、三部形式
第3楽章 Allegro non troppo/Con moto
4分の2拍子、ホ長調、序奏の付いたソナタ形式。